# Wang Jiali
Wang Jiali (chinesisch 王 佳麗 / 王 佳丽, Pinyin Wáng Jiālì; * 1. Februar 1986) ist eine ehemalige chinesische Langstreckenläuferin.
2007 kam sie beim Peking-Marathon auf den 14. Platz. Im Jahr darauf siegte sie beim Zheng-Kai International Marathon und wurde Zweite beim Dalian-Marathon sowie Siebte in Peking. 2009 wurde sie Dritte beim Xiamen-Marathon, erneut Siebte in Peking und gewann über 10.000 m die Bronzemedaille bei den Leichtathletik-Asienmeisterschaften in Guangzhou. 2010 wurde sie Vierte in Dalian und siegte in Peking.

## Doping
Ende Februar 2018 gab der Leichtathletikweltverband IAAF bekannt, dass Wang wegen Verstoßes gegen die Anti-Doping-Regeln seit 9. August 2017 disqualifiziert und für acht Jahre vom 31. August 2017 bis 30. August 2025 gesperrt wurde.

## Persönliche Bestzeiten
- 5000 m: 15:59,74 min, 3. August 2007, Shijiazhuang
- 10.000 m: 32:49,23 min, 14. Juni 2009, Jiaxing
- Marathon: 2:26:34 h, 30. März 2008, Zhengzhou